# Piramide (raccolta)
Piramide (Pyramiden) è una raccolta di cinque racconti scritti da Henning Mankell, pubblicata per la prima volta in Svezia nel 1999.
Come spiegato dall'autore stesso nella prefazione, è il prologo della serie di Kurt Wallander. Gli eventi narrati si svolgono nei vent'anni che precedono l'8 gennaio 1990, data in cui prendono avvio le vicende narrate nel primo romanzo della serie, Assassino senza volto, pubblicato nel 1991.
La pubblicazione è dedicata all'attore svedese Rolf Lassgård, che ha interpretato più volte il personaggio di Kurt Wallander sullo schermo.
La prima edizione italiana del romanzo è stata pubblicata nell'anno 2006 da Marsilio.

## Trama

### Il primo caso di Wallander
Malmö, 1969. Kurt Wallander è un giovane poliziotto, impiegato nel servizio d'ordine alle manifestazioni contro la guerra del Vietnam e nei controlli anti-Droga. 
Ciò che desidera veramente, sin dalla scuola di polizia, è di entrare nella sezione investigativa, per combattere i crimini "veri". 
La morte del suo vicino di casa, Artur Hålén, gli offrirà l'opportunità di realizzare il suo desiderio.
Contemporaneamente, sul piano personale, si trova ad affrontare due problemi: il travagliato rapporto con il padre e la crisi con la fidanzata Mona.

### La spaccatura
Malmö, 24 dicembre 1975. È il pomeriggio della vigilia di Natale, e Kurt Wallander sta per lasciare la centrale di polizia per rientrare a casa, a Ystad, dove lo aspettano la moglie Mona e la figlioletta Linda.
Il suo capo, Hemberg, gli chiede di fermarsi lungo il tragitto per controllare una segnalazione: un'anziana commerciante di Jägersro, Elma Hagman, ha chiamato più volte la polizia per segnalare un individuo sospetto fuori dal suo negozio.
Purtroppo non si tratterà di un semplice controllo di routine, come ipotizzato dal suo capo. Wallander si troverà di fronte ad un crimine che non si sarebbe mai immaginato potesse accadere in Svezia, e per di più la vigilia di Natale.
La spaccatura, che dà il titolo al racconto, è quella che Wallander avverte nella società svedese, dove i crimini stanno diventando violenti e brutali come non mai. 
Ma è anche quella che, alla fine, sente crescere tra sé ed Hemberg, a causa delle loro opinioni divergenti su molti argomenti.

### L'uomo sulla spiaggia
Ystad, 1987. Kurt Wallander è solo da qualche giorno; moglie e figlia sono in vacanza alle Isole Canarie. 
Giunto alle soglie dei quarant'anni, l'uomo comincia a riflettere sulla direzione che sta prendendo la sua vita. 
Sta ingrassando e sembra addirittura più vecchio della sua età.
Il suo matrimonio sta andando a rotoli, ma né lui né la moglie hanno idea del perché. 
La figlia adolescente ha deciso di lasciare la scuola contro il parere dei genitori, e presto se ne andrà per cominciare una vita per conto suo.
La riflessione viene interrotta da una chiamata di servizio. 
Il caso da risolvere è quello di un uomo morto durante una corsa in taxi. 
Si tratta di Göran Alexandersson, quarantanovenne proprietario di due negozi di elettronica a Stoccolma, divorziato, un figlio morto da sette anni.
Alexandersson era arrivato ad Ystad quattro giorni prima; quotidianamente si era fatto accompagnare in taxi a Svarte, una frazione del comune di Ystad, aveva passeggiato sulla spiaggia, e dopo aveva richiamato il taxi per rientrare in hotel.
L'autopsia rivelerà che è stato ucciso da un veleno. Scartata l'ipotesi del suicidio, la squadra investigativa di Ystad indagherà per scoprire da chi, come e perché possa essere stato avvelenato. Per la prima volta Wallander si troverà ad essere assistito dal suo maestro e mentore, Rydberg, anziché il contrario. 

### Morte di un fotografo
Ystad, 1988. Simon Lamberg, che da venticinque anni ha uno studio di fotografo in città, viene assassinato nel suo atelier. 
È Hilda Waldén, la donna delle pulizie, a trovare il cadavere in un lago di sangue la mattina dopo.
Lamberg aveva fatto le foto al matrimonio di Kurt Wallander e Mona quasi vent'anni prima, e negli anni seguenti aveva più volte ritratto Linda, la loro figlia.
Ironia della sorte, il Wallander che indaga sulla sua morte è ormai un uomo solo. La moglie lo ha lasciato da alcuni mesi, tornando a vivere a Malmö, e la figlia l'ha seguita, attratta dalle prospettive della grande città. Gli pesa anche l'assenza di Rydberg, costretto a casa da problemi di salute.

### Piramide
Ystad, dicembre 1989. Con l'avvicinarsi delle festività, Kurt Wallander sente crescere il disagio per la sua condizione di recente divorziato. 
Prova ancora dei sentimenti per l'ex moglie, anche se ha cominciato a frequentare un'altra donna, e gli manca moltissimo la figlia. 
Lo preoccupa pure il comportamento sempre più stravagante del padre, quasi ottantenne, che ha deciso di andare in Egitto, da solo, per vedere le piramidi.
Alla centrale di polizia di Ystad, Wallander e i colleghi della squadra investigativa sono impegnati su tre fronti. Un incidente aereo avvenuto ad un Piper Cherokee che non compare registrato da nessuna parte, con due vittime non identificate a bordo. L'interrogatorio di Yngve Leonard Holm, sospettato di spaccio di droga. La morte di due anziane sorelle, Anna ed Emilia Eberhardsson, proprietarie di una merceria, trovate uccise a colpi di pistola nella loro casa in fiamme.
La squadra investigativa dovrà però fare a meno prima di Rydberg, colpito da un malore, e poi di Wallander, volato in Egitto per recuperare il padre. 
La piramide, che dà il titolo a questo racconto e all'intera raccolta, è un elemento ricorrente della storia. Non si tratta solo del monumento egizio.
Stilizzata in un triangolo, è la figura che Wallander utilizza durante le indagini per mettere in relazione tre eventi che inizialmente appaiono scollegati tra loro.
È la complessa struttura di potere che gestisce il traffico degli stupefacenti in Svezia, e che si nasconde dietro cittadini apparentemente irreprensibili.
È il simbolo del suo lavoro: una continua scalata verso una cima che non può mai essere raggiunta, perché in alto c'è sempre qualcuno che non può essere toccato. 

## Personaggi
- Kurt Wallander
- Il padre di Kurt
- Kristina, sorella di Kurt
- Mona, prima fidanzata, poi moglie, infine ex moglie di Kurt
- Linda, figlia di Kurt e Mona
- Hemberg, capo della squadra investigativa di Malmö
- Rydberg, capo della squadra investigativa di Ystad
- Hansson, investigatore della polizia di Ystad
- Martinsson, investigatore della polizia di Ystad
- Näslund, investigatore della polizia di Ystad
- Svedberg, investigatore della polizia di Ystad
- Nyberg, tecnico della scientifica di Ystad
- Per Åkesson, pm di Ystad
- Björk, capo della polizia di Ystad
- Ebba, centralinista della polizia di Ystad
- Sten Widén, amico di vecchio data di Kurt Wallander, appassionato di musica lirica, allenatore di cavalli da corsa

## Adattamenti
La Sveriges Television ha adattato il libro in un film televisivo intitolato Pyramiden, per la regia di Daniel Lind Lagerlöf, andato in onda in Svezia nel 2007.  
Due sono  gli attori che si cimentano nel ruolo di Kurt Wallander: Rolf Lassgård, "storico" interprete degli altri adattamenti televisivi della serie, e Gustaf Skarsgård, che dà il volto al giovane Kurt.

## Edizioni
- Henning Mankell, Piramide, traduzione di Giorgio Puleo, Marsilio, 2006. ISBN 88-317-8630-X.
- Henning Mankell, Piramide, traduzione di Giorgio Puleo, RL Libri, 2007. ISBN 978-88-462-0873-6
- Henning Mankell, Piramide, traduzione di Giorgio Puleo, Marsilio, 2009. ISBN 978-88-317-9922-5.
- Henning Mankell, Piramide, traduzione di Giorgio Puleo, Marsilio, 2010. ISBN 978-88-317-0672-8.
- Henning Mankell, Piramide, traduzione di Giorgio Puleo, Universale Economica Feltrinelli, 2019. ISBN 978-88-297-0107-0.